# Neil Patrick Harris
Neil Patrick Harris, född 15 juni 1973 i Albuquerque i New Mexico, är en amerikansk skådespelare, komiker, sångare, författare och producent som nominerats till både Golden Globe Award och Emmy Award. Han är mest känd för sina roller som tonårsdoktorn Doogie Howser, M.D., kvinnotjusaren Barney Stinson i How I Met Your Mother, den överintelligente översten Carl Jenkins i Starship Troopers och som en fiktiv version av sig själv i Harold & Kumar Go to White Castle, uppföljaren Harold & Kumar Escape from Guantanamo Bay och den tredje filmen A Very Harold and Kumar Christmas.
Harris har nominerats till fyra Golden Globe Awards, 1989 för långfilmen Clara's Heart, 1992 för Doogie Howser, M.D. och 2009 och 2010 för How I Met Your Mother. Han har även nominerats till åtta Emmy Awards varav han vunnit fyra: tre som värd för Tony Awards-galan och en för sin gästroll i TV-serien Glee.

## Biografi

### Tidigt liv
Harris är född i Albuquerque i New Mexico i USA och växte upp i Ruidoso i New Mexico. Hans föräldrar Sheila och Ron Harris var restaurangägare i hemstaden. Han har en äldre bror, och det var genom att följa sin bror till en audition i fjärde klass som han började med skådespeleri. Han fick då spela Toto i skolans produktion av Trollkarlen från Oz. Han gick i La Cueva High School i Albuquerque och var aktiv i skolpjäser och musikaler där. Harris var en "honors student" och tog examen med högsta betyg 1991.

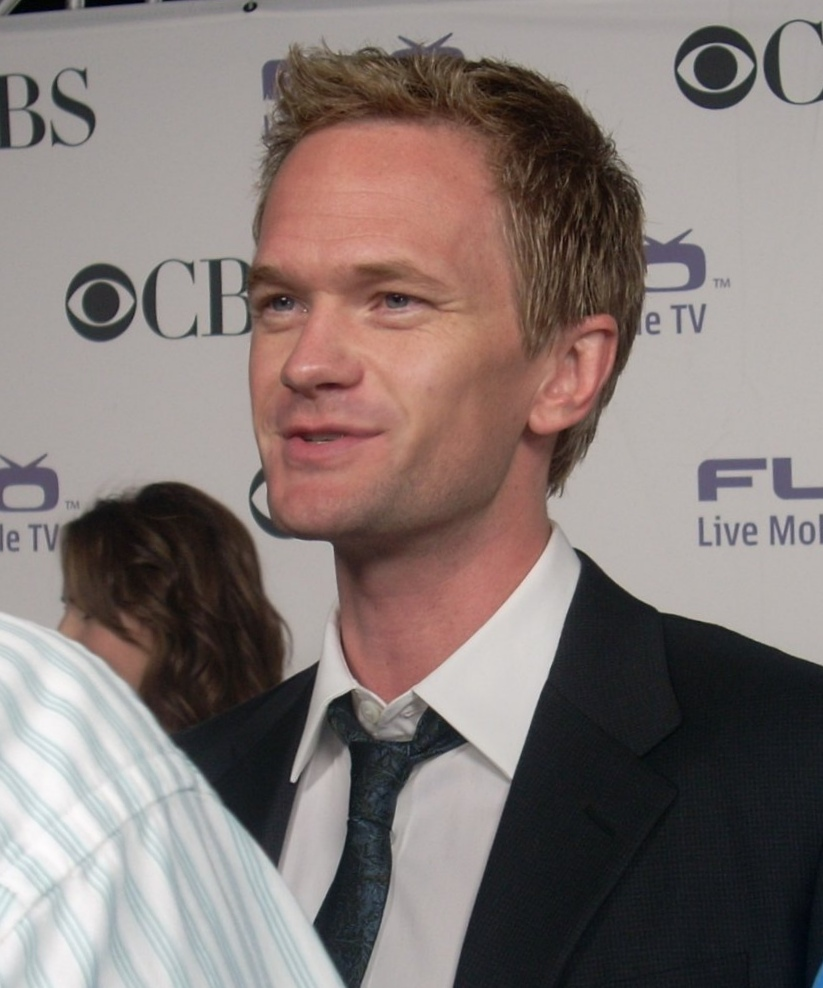
Neil Patrick Harris, 2008.

### Karriär
Harris började sin karriär som barnskådespelare och upptäcktes av dramatikern Mark Medoff vid en Drama Camp i Las Cruces. Medoff gav honom en roll i sin film Clara's Heart (1988), ett drama med Whoopi Goldberg som gav honom en Golden Globe-nominering. Under 1988 spelade han också in Purple People Eater, en fantasy för barn. Följande år fick han huvudrollen i tv-serien Dr Howser, en serie som åter gjorde honom nominerad till en Golden Globe. Efter att Doogie Howsers fjärde säsong tog slut 1993 spelade Harris ett antal gästroller i olika tv-serier. 1995 fick han sin första filmroll som vuxen i rysaren Animal Room, som inte sågs av många. Sedan dess följde en mängd biroller i filmer som The Next Best Thing, Undercover Brother, Starship Troopers och Harold & Kumar Go to White Castle och Harold & Kumar Escape from Guantanamo Bay i vilka han spelade en drogtokig, överdriven parodi på sig själv.
Mellan 1999 och 2000 spelade Harris mot Tony Shalhoub i situationskomedin Stark Raving Mad, som varade 22 avsnitt. Han har haft huvudroller i en rad filmer gjorda för tv: Snowbound: The Jim and Jennifer Stolpa Story (1994), My Ántonia (1995), A Christmas Wish (1998), Joan of Arc (1999), The Wedding Dress (2001) och The Christmas Blessing (2005).
Harris har arbetat på Broadway i både musikaliska och dramatiska roller. Han spelade Tobias Ragg i 2001 års konsertframträdande av Sweeney Todd. Under 2002 har han agerat på Broadway tillsammans med Anne Heche i Proof. År 2003 hade han rollen som Emcee i Cabaret, tillsammans med Deborah Gibson och Tom Bosley.
År 2004 spelade han en dubbelroll som trubadur och Lee Harvey Oswald på Broadway i den kontroversiella musikaliska återupplivandet av Stephen Sondheims Assassins. Han sjöng rollen som Charles (först spelad av Anthony Perkins) i Nonesuch inspelning av Sondheims Evening Primrose. Han har också porträtterat Mark Cohen från musikalen RENT, en karaktär som han satiriskt repriserade den 10 januari 2009, i ett avsnitt av Saturday Night Live, där han var värd. Harris medverkade mellan 2005 och 2014 i CBS sitcom How I Met Your Mother, där han spelade kvinnotjusaren Barney Stinson, en prestation som gett honom fyra Emmy-nomineringar, 2007–2010, och två nomineringar till Golden Globe Awards 2009–2010. Han har även vunnit en People's Choice Award för rollen som Barney.
Under 2008 spelade Harris tillsammans med Nathan Fillion och Felicia Day i Joss Whedons musikaliska webbserie Dr. Horrible's Sing-Along Blog. Det första avsnittet av serien hade premiär den 15 juli 2008.
Den 26 april 2009 var Harris värd för den sjunde årliga TV Land Awards. 2010 gjorde han öppningsnumret för den 82:a Oscarsgalan. Han var värd för Tony Awards-galan på Broadway 2009, 2011, 2012 och 2013.
2011 och 2013 hade Harris huvudrollen som Patrick Winslow i Smurfarna och Smurfarna 2 regisserade av Raja Gosnell.

### Privatliv

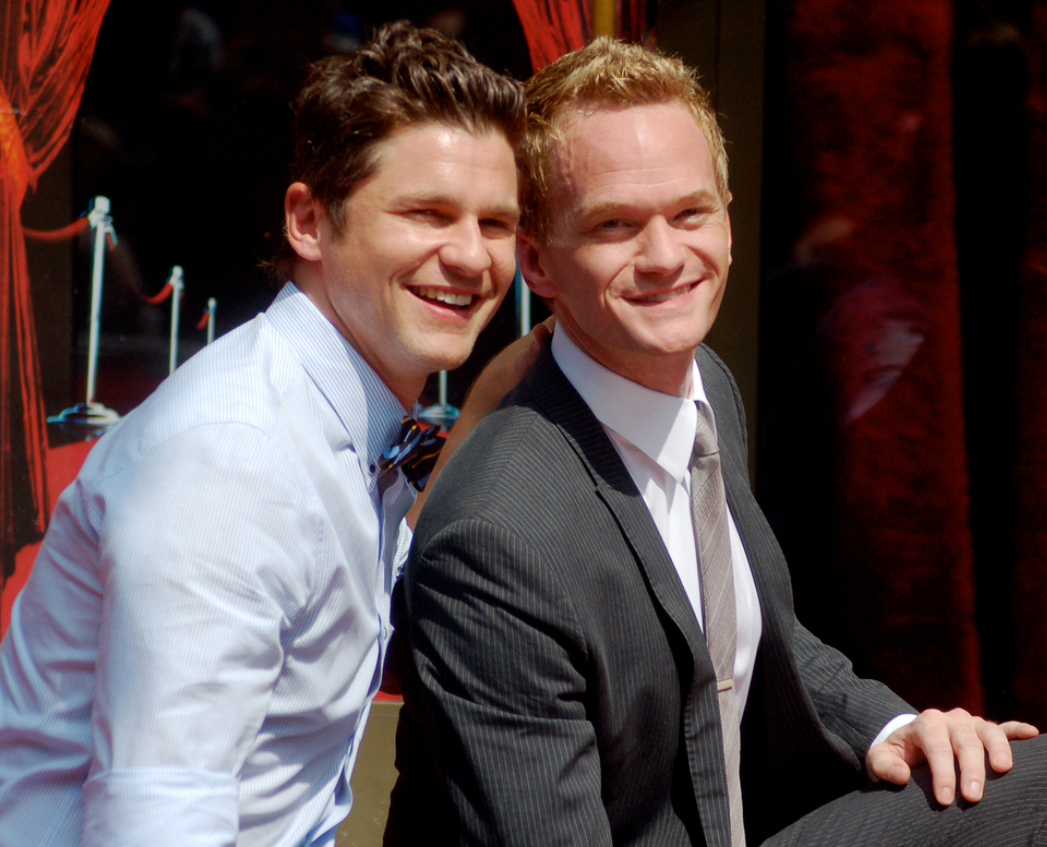
Neil Patrick Harris tillsammans med sin partner David Burtka, 2011.

Neil Patrick Harris är sedan 2014 gift med skådespelaren och kocken David Burtka. Paret har haft en relation sedan 2004 och tillsammans har de tvillingarna Gideon Scott och Harper Grace, födda i oktober 2010 av en surrogatmamma. Burtka spelar Lilys första pojkvän Scooter i How I Met Your Mother.

## Filmografi

### TV-serier
| År        | Titel                                | Roll                   | Noteringar |
| --------- | ------------------------------------ | ---------------------- | --- |
| 1989-1993 | Doogie Howser, M.D.                  | Doogie Howser          | 97 avsnitt Young Artist Award för Best Young Actor Starring in a Television Series (1990–1992) People's Choice Award för Favorite Male Performer in a New TV Series Nominerad – Golden Globe Awards för Best Actor – TV Series Musical or Comedy (1992)                                                                          |
| 1991      | Quantum Leap                         | Mike Hammond           | 1 avsnitt |
| 1992      | Capitol Critters                     | Max                    | 13 avsnitt Endast röst |
| 1999–2000 | Stark Raving Mad                     | Henry McNeeley         | 22 avsnitt |
| 2001      | Ed                                   | Joe Baxter             | 1 avsnitt |
| 2003      | Spider-Man: The New Animated Series  | Peter Parker/Spiderman | 13 avsnitt Endast röst |
| 2004      | Law & Order: Criminal Intent         | John Tagman            | 1 avsnitt |
| 2005      | Numb3rs                              | Ethan Burdick          | 1 avsnitt |
| 2005–2014 | How I Met Your Mother                | Barney Stinson         | Huvudroll Nominerad – Golden Globe Award (2009–2010) Golden Icon Award (2009) People's Choice Awards (2011) Nominerad – People's Choice Awards (2008) Nominerad – Emmy Awards (2007–2010) Nominerad – Satellite Awards (2009) Nominerad – Teen Choice Awards (2007–2008) Nominerad – Television Critics Association Award (2009) |
| 2010      | Glee                                 | Bryan Ryan             | 1 avsnitt Emmy Award för Outstanding Guest Actor in a Comedy Series Nominerad – People's Choice Awards för Favorite TV Guest Star |
| 2010–2015 | Pingvinerna från Madagaskar          | Dr. Blowhole           | 3 avsnitt Endast röst |
| 2011–2013 | Äventyrsdags                         | Prince Gumball         | 2 avsnitt Endast röst |
| 2015      | American Horror Story: Freak Show    | Chester Creb           | 2 avsnitt |
| 2017–2019 | Syskonen Baudelaires olycksaliga liv | Greve Olaf             | Huvudroll |
| 2023      | Doctor Who                           | The Toymaker           | 1 avsnitt |

### Film
| År   | Titel                                        | Roll                     | Noteringar |
| ---- | -------------------------------------------- | ------------------------ | --- |
| 1988 | Clara's Heart                                | David Hart               | Nominerad – Golden Globe Awards för Best Supporting Actor – Motion Picture (1989) Nominerad – Young Artist Award för Best Young Actor in a Motion Picture – Drama (1989) |
| 1988 | Purple People Eater                          | Billy Johnsson           | |
| 1988 | Too Good To Be True                          | Danny Harland            | |
| 1989 | Cold Sassy Tree                              | Will Tweedy/Berättare    | |
| 1989 | Home Fires Burning                           | Lonnie Tibbits           | |
| 1991 | Stranger In The Family                       | Steve Thompson           | |
| 1993 | Sudden Fury                                  | Brian Hannigan           | |
| 1995 | The Man In The Attic                         | Edward Broder            | |
| 1995 | Not Our Son                                  | Paul Kenneth Keller      | |
| 1995 | Animal Room                                  | Arnold Mosk              | |
| 1997 | Starship Troopers                            | Carl Jenkins             | |
| 1998 | The Christmas Wish                           | Will Martin              | |
| 2000 | Det Näst Bästa                               | David                    | |
| 2002 | The Mesmerist                                | Benjamin                 | |
| 2002 | Undercover Brother                           | Lance                    | |
| 2004 | Harold & Kumar Go To White Castle            | Neil Patrick Harris      | |
| 2008 | Harold & Kumar Escape from Guantanamo Bay    | Neil Patrick Harris      | |
| 2009 | Det Regnar Köttbullar                        | Steve the Monkey         | Endast röst |
| 2010 | Som Hund och Katt - Kitty Galores Hämnd      | Lou                      | Endast röst |
| 2010 | The Best And The Brightest                   | Jeff                     | |
| 2010 | Batman: Under the Red Hood                   | Dick Grayson/Nightwing   | Endast röst |
| 2011 | Smurfarna                                    | Patrick Winslow          | |
| 2011 | Beastly                                      | Will Fratalli            | |
| 2011 | Mupparna                                     | Sig själv                | Cameo |
| 2011 | A Very Harold & Kumar 3D Christmas           | Neil Patrick Harris      | |
| 2012 | American Reunion                             | Celebrity Dance-Off Host | Cameo |
| 2013 | Smurfarna 2                                  | Patrick Winslow          | |
| 2013 | Det regnar köttbullar 2: Den stora matkampen | Steve the Monkey         | Endast röst |
| 2014 | A Million Ways to Die in the West            | Foy                      | |
| 2014 | Gone Girl                                    | Desi Collings            | |
| 2017 | Downsizing                                   | Jeff Lonowski            | |

### Teater och musikaler
| År   | Titel                  | Roll                            | Noteringar |
| ---- | ---------------------- | ------------------------------- | ---------- |
| 1997 | Rent                   | Mark Cohen                      | Musikal    |
| 1998 | Romeo and Juliet       | Romeo                           |            |
| 2001 | Sweeney Todd           | Tobias Ragg                     | Musikal    |
| 2002 | Proof                  | Hal                             |            |
| 2003 | Cabaret                | Emcee                           | Musikal    |
| 2004 | Assassins              | Lee Harvey Oswald/The Balladeer | Musikal    |
| 2004 | The Paris Letter       | Ung Anton/Burt Sarris           |            |
| 2005 | Tick, Tick.. BOOM!     | Jon                             | Musikal    |
| 2006 | All My Sons            | Chris Keller                    |            |
| 2006 | Amadeus                | Wolfgang Amadeus Mozart         |            |
| 2010 | Rent                   |                                 | Regissör   |
| 2011 | Company                | Robert                          | Musikal    |
| 2011 | A Snow White Christmas | The Magic Mirror                |            |

### Animerat
- 1991 – The Simpsons (i avsnittet Bart the Murderer)
- 2003 – Spider-Man: The New Animated Series (Peter Parker/Spider-Man)
- 2008 – Justice League: The New Frontier (Flash)

### Internet
- 2008 – Dr. Horrible's Sing-Along Blog (Billy/Dr. Horrible)